# Терещенко Олексій Володимирович
Олексій Володимирович Терещенко (рос. Алексей Владимирович Терещенко; 16 грудня 1980, м. Можайськ, СРСР) — російський хокеїст, центральний нападник. Виступає за «Динамо» (Москва) у Континентальній хокейній лізі. Заслужений майстер спорту Росії (2009). 
Вихованець хокейної школи «Динамо» (Москва). Виступав за «Ак Барс» (Казань), «Салават Юлаєв» (Уфа).
У складі національної збірної Росії учасник чемпіонатів світу 2008, 2009, 2010, 2011 і 2012 (45 матчів, 8+8). У складі молодіжної збірної Росії учасник чемпіонату світу 2000.
Досягнення
- Чемпіон світу (2008, 2009, 2012), срібний призер (2010)
- Чемпіон Росії (2000, 2005, 2006), срібний призер (2007)
- Володар Кубка Гагаріна (2009, 2010)
- Володар Кубка європейських чемпіонів (2007).

Нагороди
- Нагороджений медаллю ордена «За заслуги перед Вітчизною» (II ступеня) (2009)[1].